# Zug 94
O Zug 94 é um clube de futebol com sede em Zug, Suíça. A equipe compete na Swiss 1. Liga.

## História
O clube foi fundado em 1994. 